# Anna Coleman Ladd
Anna Coleman Watts Ladd (Bryn Mawr, 15 de julho de 1878 — Santa Bárbara, 3 de junho de 1939) foi uma escultora estadunidense, que devotou sua arte para criar máscaras faciais para soldados desfigurados na Primeira Guerra Mundial.

## Biografia
Anna nasceu em Bryn Mawr, na Filadélfia, em 1878. Concluiu seus estudos em arte em Paris e em Roma. Em 1905, mudou-se para Boston, onde conheceu e se casou com o médico Maynard Ladd, com quem teve uma filha, Gabriella May Ladd. Na cidade, ela ainda estudou com Bela Pratt por três anos no Boston Museum School. Sua escultura Triton Babies foi exposta em 1915 em  San Francisco, que hoje está no Boston Public Garden. Em 1914, ela foi membro fundador da Guilda dos Artistas de Boston e expôs seus trabalhos tanto na abertura quando nas viagens da exposição. Anna esculpia seres mitológicos, sátiros, sereias e suas esculturas ainda são leiloadas a altos preços nos dias de hoje.
Anna ousou ao esculpir em diferentes estilos e frentes artísticas, tendo ainda escrito dois livros. Hieronymus Rides é um romance medieval no qual ela trabalhou por vários anos e The Candid Adventurer retrata a sociedade de Boston em 1913. Ela também escreveu duas peças para o teatro que nunca forma produzidas; uma delas fala de uma escultora que acaba indo para a guerra.

## Os mutilados da guerra
Em 1917, Anna se mudou para a França com o marido que tinha sido indicado como diretor do Departamento Infantil da Cruz Vermelha Americana em Toul. Por volta desta época ela conheceu o trabalho de Francis Derwent Wood, que trabalhava no Departamento de Desfiguração Facial em Paris. Depois disso, ela abriu um estúdio, como apoio da Cruz Vermelha, para fazer máscaras faciais a soldados que tinham sido desfigurados durante a Primeira Guerra Mundial.
Apesar de existirem vários estúdios atendendo aos soldados feridos, o estúdio de Anna era conhecido pelo trabalho minucioso de reconstrução facial. Uma máscara poderia levar meses para ficar pronta. Primeiro, se fazia um molde do rosto do soldado, em geral com argila. Uma máscara era feita, em geral, com cobre galvanizado, por ser um material leve, e pintada de maneira a ficar igual ao tom de pele do soldado. As desfigurações muitas vezes envolviam quase que o rosto inteiro devido ao grosso calibre das munições e as máscaras visavam trazer uma naturalidade ao rosto.
Anna pintava a máscara enquanto o soldado a usava para que o tom da pele e da máscara ficassem o mais próximo possível. Ela ainda precisava calibrar cuidadosamente os tons para dias claros e escuros, fora o rubor das bochechas. Muitas vezes era preciso reconstruir bigodes e sobrancelhas, todos feitos com cabelos de verdade. Nas cartas e diários de Anna guardados após sua morte, é possível ver várias cartas de agradecimentos de soldados que agora poderiam se casar e reconstruir a vida.
No final de 1919, Anna tinha produzido cerca de 185 máscaras. O número total de máscaras produzidas por todos os escultores, é desconhecido, mas estima-se que existiam 20 mil soldados com mutilações faciais na Europa, então o número provavelmente era muito maior.

## Pós-guerra

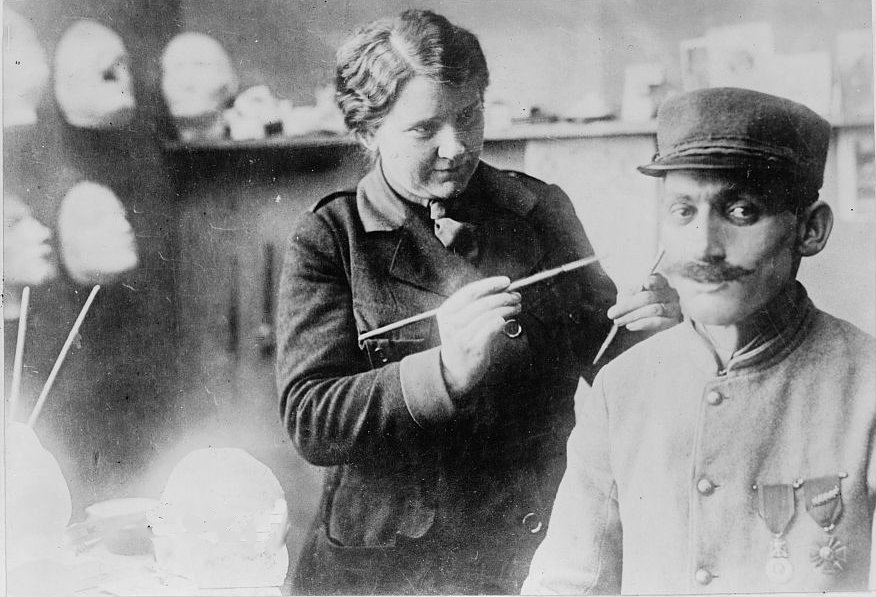
Anna trabalhando na máscara de um soldado em seu estúdio.

O departamento responsável por ajudar os soldados mutilados foi dissolvido em 1919. A associação que cuidava dos soldados na França comprou residências para acomodá-los com suas famílias e nos anos seguintes foi responsável por acolher feridos da Segunda Guerra Mundial. Praticamente nenhuma de suas máscaras foi preservada, provavelmente foi enterrada com os soldados.
Anna deixou Paris com o armistício, em 1919 e seu trabalho foi grandemente elogiado por colegas e pelo governo francês. De volta aos Estados Unidos, ela foi entrevistada várias vezes por seu trabalho e em 1932 foi agraciada com a medalha da Ordem Nacional da Legião de Honra, na França e com uma medalha da Ordem de São Sava, na Sérvia. Anna continuou esculpindo tanto em granito quanto em bronze e expôs seus trabalhos em várias galerias pelos Estados Unidos.

## Morte
Anna morreu em Santa Bárbara, na Califórnia, aos 60 anos, em 3 de junho de 1939.